# HMS Keppel (D84)
«Кеппель» (D84) (англ. HMS Keppel (D84) — військовий корабель, лідер ескадрених міноносців типу «Шекспір» Королівського військово-морського флоту Великої Британії за часів Другої світової війни.
Лідер ескадрених міноносців «Кеппель» був закладений у квітні 1918 року на верфі компанії John I. Thornycroft & Company у Вулстоні. 23 квітня 1920 року він був спущений на воду, а 15 квітня 1925 року увійшов до складу Королівських ВМС Великої Британії. Лідер проходив службу у різних флотах британських ВМС, за часів Другої світової війни брав активну участь у бойових діях на морі, бився у Північній Атлантиці, біля берегів Європи, на Середземному морі.
За 4 роки війни «Кеппель» супроводив більше ніж 30 конвоїв у Північній Атлантиці та 12 конвоїв у Середземному морі, серед яких шість разів був атакований противником, конвої втратили 20 суден та кораблів. Також брав участь у чотирьох морських битвах, особисто потопив один німецький підводний човен U-229 і ще два в команді U-752 і U-394.
Він також залучався до ескорту арктичних конвоїв, виходячи 15 разів до Радянського Союзу і у зворотному напрямку. Більшість цих конвоїв була надзвичайно ризикована, вони піддавались скоординованим атакам німецьких повітряних та морських сил, зазнавали великих втрат; у ході цих бойових виходів «Кеппель» потопив ще чотири німецькі човни: U-360, U-713, U-587, U-354.
За проявлену мужність та стійкість у боях бойовий корабель нагороджений п'ятьма бойовими відзнаками.

## Дизайн і конструкція
«Кеппель» належав до серії британських лідерів ескадрених міноносців, що випускались компанією John I. Thornycroft & Company у Вулстоні за власним дизайном. Цей тип кораблів був схожим до лідерів типу «Адміралті», однак мав певні відмінності від кораблів цього типу. Закладений у жовтні 1918 року, він не встиг взяти участь у бойових діях у Першій світовій війні, тому роботи щодо його завершення розтягнулись, корабель був спущений у Королівському доці в Портсмуті тільки у квітні 1920, переведений до Пембрука, і тільки у квітні 1925 року нарешті увійшов до строю.
Корпус «Кеппеля» мав загальну довжину між перпендикулярами 100 м, бімс — 9,6 м та осадку до 3,73 м. Водотоннажність бойового корабля становила: стандартна — 1579 та повна — 2041 довга тонна відповідно.

## Історія

### Передвоєнні часи
Лідер ескадрених міноносців «Кеппель» після введення до строю увійшов до лав Середземноморського флоту Великої Британії, однак вже у вересні 1926 переведений до Китайської станції.
1931 він повернувся до Англії, де пройшов модернізацію й згодом прибув на Далекий Схід для несення служби. 1935 корабель прибув для подальшої служби до Середземного моря, а за рік включений до складу Флоту Метрополії. У жовтні 1936 року, коли його командиром був капітан Філіп Віан, лідер вивели до резерву британського флоту.
На фоні загострення політичної обстановки в Європі ескадрений міноносець вийшов зі складу резервних кораблів ВМС та вже у серпні 1939 року брав участь у королівському параді короля Георга VI у Веймуті.

### 1939—1940
Незабаром «Кеппель» визначили флагманським кораблем 13-ї флотилії есмінців з базуванням на Гібралтарі. Виконував бойові завдання в акваторії Середземного моря та Атлантиці. У січні 1940 року лідер з есмінцями «Амазон», «Броук», «Волкер» і «Волпоул» здійснив перехід до берегів Англії.
1 липня 1940 року «Кеппель» на чолі 13-ї флотилії вийшов у похід та 3 липня взяв участь у сумнозвісному нападі англійської ескадри на французькі військові кораблі, які перебували на військово-морській базі Мерс-ель-Кебір, поблизу Орана (Алжир) у Північній Африці. Напад був частиною операції «Катапульта», спланованої, щоб запобігти захопленню кораблів французьких ВМС Німеччиною та Італією після Комп'єнського перемир'я.
Але, британці дуже побоювалися, що військовий флот Франції потрапить до рук ворога, тому британська ескадра у складі авіаносця «Арк Роял», лінійного крейсера «Худ», лінкорів «Веліант», «Резолюшн», двох крейсерів та 11 есмінців під командуванням віцеадмірала Дж. Сомервіля атакувала колишнього союзника на рейді ВМБ Мерс-ель-Кебір. Коли французький віцеадмірал М.-Б. Женсуль відхилив пропозиції про ультиматум, британські лінкори відкрили вогонь по французькій базі, де на той час перебували лінкори «Дюнкерк», «Страсбург», «Прованс», «Бретань», гідроавіаносець «Командан Тест» та шість лідерів.
8 липня 1940 року лідер есмінців «Кеппель» брав участь у прикритті ударного угруповання, що здійснювало напад на італійський порт Кальярі на Сардинії. Під час виконання завдань з прикриття піддався атаці італійських бомбардувальників SM.79 Sparviero. 11 липня був атакований італійською субмариною «Гульєльмо Марконі», що вдалою торпедною атакою потопила есмінець «Ескорт».
За декілька днів корабель повернувся до Англії, де включений флагманським кораблем 12-ї флотилії Домашнього флоту, брав участь у патрулюванні навколо Британських островів, супроводі конвоїв та охороні узбережжя через загрозу висадки німецького морського десанту.
16 жовтня 1940 року «Кеппель» залучався до порятунку постраждалих моряків одного із суден атлантичного конвою SC 7 SS Trevisa, яке торпедував німецький підводний човен U-124.

### 1941
3 січня 1941 року есмінець разом із «Бігл», «Дуглас» і французьким «Ураган» забезпечували супровід та охорону кораблів 1-ї мінної ескадри, що встановлювали мінні загородження на північних рубежах — північніше та південніше Фарерських островів.
У лютому 1941 року лідер есмінців «Кеппель» включений до сил ескорту Командування Західних підходів, з базуванням на Лондондеррі, що забезпечували прикриття переходів конвоїв транспортних суден поблизу берегів Британії.
1 липня «Кеппель» разом з американським есмінцем «Чарльз Г'юз» брав участь у пошуку та порятунку екіпажу норвезького судна MS Vigrid, який відстав від конвою HX 133, яке 24 червня на відстані 400 миль від мису Фарвель торпедною атакою затопив німецький підводний човен U-371.
Протягом року виконував завдання в цьому регіоні Атлантики, доки 11 листопада не потрапив у морську аварію, зіткнувшись з есмінцем «Веномос». У наслідок зіткнення зазнав значних структурних пошкоджень, прибув спочатку в доки Грінока, а потім Ньюпорта для проведення відновлювальних робіт.

### 1942
З грудня 1941 року есмінець перебував на ремонті, зокрема на ньому була встановлена бомбометна протичовнова установка «Хеджхог» із запасом 70 бомб. Після завершення ремонтних робіт у січні 1942 року корабель увійшов до складу 1-ї ескортної групи, до складу якої входили есмінці «Сент-Олбанс», «Шікарі» та корвети «Енчуза», «Далія», «Волфлауер» і «Медоусвіт».
У березні супроводжував з ескадреними міноносцями «Ньюпорт», «Бедсворт», «Лімінгтон», «Волонтер», «Боудісіа», «Рокінгам» конвої у прибережній зоні.
27 березня 1942 року «Кеппель» супроводжував ескортом конвой WS 17 за допомогою сучасного обладнання з радіовиявлення по двох радіомаяках у ВЧ-діапазоні виявив німецький підводний човен U-587. Взаємоузгодженою атакою глибинними бомбами есмінців 2-ї ескортної групи «Гроув», «Альденгам», «Волонтер» і «Лімінгтон» ворожа субмарина була знищена.
У квітні-травні 1942 року корабель продовжував діяти в акваторії Північної Атлантики, супроводжуючи конвої суден і поодинокі судна, що займались перевезенням регулярних військ на різні театри війни. 10 травня з «Волонтер» і «Лімінгтон» вийшов на супровід конвою WS 19 з Клайду, а 23 травня з крейсером HMS «Каїр», есмінцями «Бігл», «Дуглас» і «Сардонікс» ескортували океанський лайнер «Квін Мері», що перевозив війська на Близькосхідний театр війни конвоєм WS 19W.
Вже 23 червня «Кеппель» забезпечував охорону з крейсером «Делі», есмінцями «Боудісіа», «Сент-Олбанс», «Лімінгтон» і «Солсбері» у ближньому ескорті океанського лайнера «Квін Елизабет» при його проходженні конвоєм WS 19Y Західними підходами на Близький Схід.

Розташування сил безпосередньої охорони конвою PQ 17

26 червня «Кеппель» включений до сил безпосередньої охорони конвою PQ 17, який прямував з Ісландії до Архангельська, а згодом повертався з конвоєм QP 13 до Рейк'явіка. 4 липня Адміралтейство отримало повідомлення про вихід у море лінкора «Тірпіц» і перший морський лорд адмірал флоту Д. Паунд віддав наказ «Конвою розсіятися!», а супроводжуючі конвой бойові кораблі відкликали для перехоплення «Тірпіца», усі транспортні судна кинули напризволяще. Як з'ясувалося згодом, інформація про вихід німецького лінкора виявилася неточною, тоді як конвой, залишений без захисту, став легкою здобиччю німецьких підводних човнів і торпедоносців. Як наслідок, 22 транспорти та 2 допоміжних судна із складу конвою були потоплені.
2 серпня 1942 року «Кеппель» вийшов до Гібралтару, де був включений до складу угруповання британського флоту, що забезпечувало перехід транспортного конвою до обложеної Мальти.
Наприкінці літа 1942 року обстановка на Мальті серйозно погіршилася, гарнізон та мешканці островів страждали від браку найнеобхіднішого, тому попри колосальному ризику, британське адміралтейство вирішило направити ще один транспортний конвой обложеним. 10 серпня з порту Гібралтар вийшов транспортний конвой з 14 торгових суден за планом операції «П'єдестал». «Кеппель» супроводжував військово-морське угруповання під командуванням віцеадмірала Едварда Сіфрета, яке налічувало 44 військових кораблі, зокрема 2 лінійні кораблі «Родні» і «Нельсон» та 3 авіаносці «Вікторіос», «Індомітебл» та «Ігл». До складу ескадри був також включений старий авіаносець «Фьюріес», який мав доставити на острів нову партію «Спітфайрів».
Основний кістяк ескорту мусив довести транспортні судна до Скеркі-Бенк у Сицилійській протоці, далі прикриття здійснювали крейсери та есмінці. З превеликими труднощами та втратами п'ять з 14 транспортників дісталися Мальти, зокрема найважливіший американський танкер «Огайо», зафрахтований міністерством військових перевезень і укомплектований британською командою. 32 000 тонн генерального вантажу і 15 000 тонн палива поповнили майже порожні сховища Мальти. Британський флот втратив авіаносець «Ігл», потоплений німецьким підводним човном U-73, два інших авіаносці отримали значні пошкодження.
29 серпня 1942 року група есмінців повернулась до Англії, і «Кеппель» включили до ескорту конвоїв PQ 18 та зворотного QP 14, що доставляв за програмами ленд-лізу озброєння, військову техніку і важливі матеріали та майно до Радянського Союзу. У цілому конвой втратив шість кораблів та суден, тільки один U-435 встиг потопити чотири союзних судна.
На шляху додому, корабель брав участь у створенні бази для заправлення кораблів та суден союзників на Шпіцбергені. 8 вересня лідер прибув до Акурейрі, а 10 числа з есмінцями «Брамгам», «Маккей» і «Монтроз» прикривали лінкори «Герцог Йоркський» і «Енсон» і крейсер «Джамайка», що повертались до берегів Англії.
У листопаді 1942 року лідер встав на ремонт у доки Лондона, відновлювальні роботи тривали до березня 1943 року. Результатом ремонтних робіт стало перетворення старого есмінця на ескортний корабель ближнього радіуса дії. Гармати головного калібру залишились без змін, а торпедне озброєння було демонтовано повністю. На «Кеппель» встановили 20-мм зенітні установки «Ерлікон» для посилення протиповітряної оборони корабля, додали оснащення для скидання глибинних бомб, модернізували протичовнову реактивну установку «Хеджхог», значних змін зазнало радарне оснащення есмінця. Були встановлені сучасні радіолокаційні станції типу 271 та 286M, обладнання HF D/F і MF D/F.

### 1943
Після завершення робіт із модернізації та переоснащення озброєння та засобів виявлення противника, лідер вийшов на ходові випробування до Атлантики. У березні 1943 року есмінець проходив курс інтенсивних іспитів та випробувань у навколишніх водах, взаємодіючи з підводними човнами H44 і H34 та корветами типу «Флавер».
У квітні 1943 року «Кеппель» повернувся до строю, прибув на ВМБ Грінок, де очолив ескортну групу B3.
У травні 1943 року лідер вийшов на ескортування конвою HX 239. 23 травня за допомогою новітньої апаратури він виявив в морі німецький човен U-752, що переслідував конвой. Після оповіщення керівництва конвою палубні літаки «Сордфіш» з борту ескортного авіаносця «Арчер» був піднятий у повітря та застосували ракети RP-3, завдавши човну серйозних пошкоджень, у наслідок яких U-752 затонув; лише 13 членів екіпажу встигли врятуватись. Це став перший випадок успішного застосування авіаційних ракет по підводному човну в бойових умовах.
Невдовзі після повернення до Ліверпуля, на початку червня «Кеппель» разом з «Бурза» та шістьма корветами включили до складу сил забезпечення транспортних конвоїв OS 49 і KMS 116, які прямували Атлантикою до Фрітауна. Додаткове прикриття від ударів з повітря забезпечував крейсер «Гамбія» та авіаносна авіація «Арчера», яких прикривали есмінці «Тіріан» та «Тьюмалт». 23 червня конвой прибув до порту призначення, а 28 числа «Кеппель» вийшов з іншим конвоєм SL 132 у зворотному напрямку до Ліверпуля.

### 1944
У лютому 1944 року «Кеппель» у черговий раз з есмінцями «Бігл», «Весткотт», «Вайтхол», «Ресле», «Боудісіа» і корветом «Лотус» вийшов на супровід арктичних конвоїв до Радянської Росії. 22 числа вийшов у черговий конвой JW 57 на чолі з крейсером «Блек Прінс» до радянських портів. 24 лютого у ході руху конвою суден німці вжили спроби атакувати підводними човнами транспорти та кораблі ескорту, однак контратакою есмінця «Кеппель» та торпедоносців «Сордфіш» з борту ескортного авіаносця «Чейсер» німецький U-713 був потоплений. Наступного дня есмінець «Махратта» був потоплений німецьким підводним човном U-990. У свою чергу літаючий човен «Каталіна» з бази у Саллом-Во виявив та потопив глибинними бомбами німецьку субмарину U-601.
Протягом березня 1944 року «Кеппель» супроводжував ще конвої з Росії — RA 57 і RA 58 та знову до берегів Баренцевого й Білого морів — конвої JW 58 з 47 транспортних та вантажних суден.
29 березня фрегат «Старлінг» потопив підводний човен U-961. 31 березня літак з «Трекер» у взаємодії з есмінцем «Бігл» затопили ще одну субмарину U-355, а 2 квітня екіпаж есмінця «Кеппель» потопив реактивною установкою «Хеджхог» U-360. 3 квітня торпедоносець «Сордфіш» з авіаносця «Актівіті» завдав шкоди U-288, а згодом «Евенджери» та «Марлети» з «Трекер» остаточно потопили ворожий човен. Щонайменше 6 літаків-розвідників Люфтваффе було збито. 5 квітня конвой JW-58 без жодної втрати прибув до Архангельська.
2 вересня 1944 року «Кеппель» виконував протичовнові заходи в ході супроводу конвою RA 59A, коли палубна авіація виявила німецький підводний човен. Разом з ескадреним міноносцем «Вайтхол» і корветами «Мермейд» і «Пікук» човен U-394 був потоплений глибинними бомбами неподалік від Лофотенських островів.
1 грудня 1944 року лідер есмінців «Кеппель» брав участь в ескорті конвою JW 62, який супроводжували ескортні авіаносці «Наірана», «Кампаніа», крейсер «Беллона» та есмінці «Бігл», «Бульдог», «Кайзер», «Кембріан», «Кепріс», «Кассандра», «Кеппель», «Обідіент», «Онслот», «Орібі», «Онслоу», «Оффа», «Оруелл», шлюп «Лепвінг». На зворотному шляху до Британії ескорт та літаки підтримки потопили німецькі човни U-387 і U-365.

### 1945
30 грудня 1944 року «Кеппель» з есмінцями «Весткотт», «Волкер» і «Сігнет», шлюпами «Ларк» і «Лепвінг», корветами «Еллінгтон Касл», «Олнвік Касл» і «Бамбург Касл» вийшов з Лох-Ів на ескорт арктичного конвою JW 63 до Кольської затоки.